# Simone Kornfeld

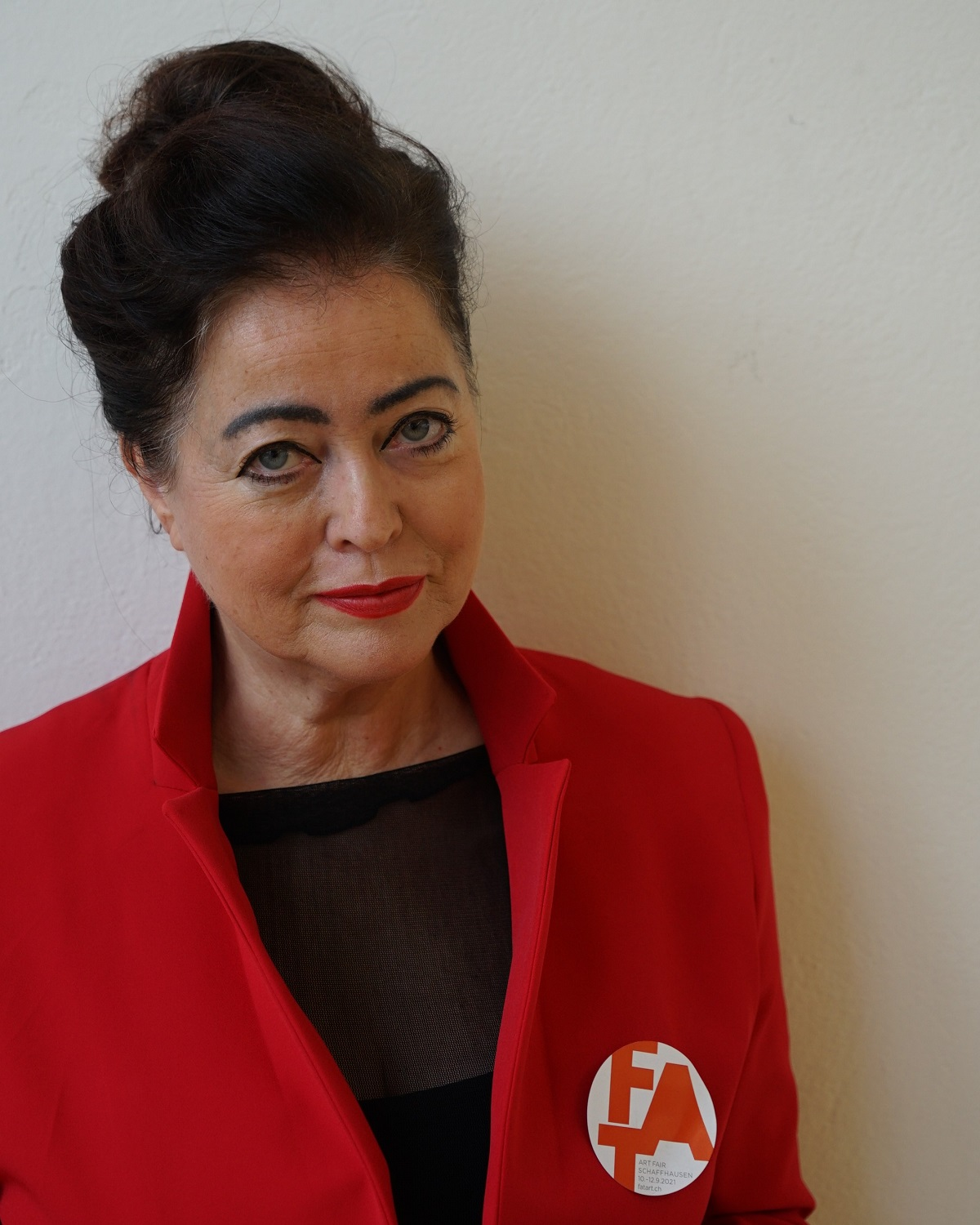
Simone Kornfeld (2021)

Simone Kornfeld (* 29. Juli 1954 in Berlin) ist eine in Berlin und in der Schweiz lebende bildende Künstlerin.

## Leben und Wirken
Simone Kornfeld wuchs im Berliner Südwesten in einer Künstler- und Journalistenfamilie auf. Sie begann früh mit dem Zeichnen und der Malerei. Als Tochter des Journalisten und Regisseurs Cornelius Kornfeld und der Sängerin Sigrid Pohl wurde sie durch ein künstlerisches Umfeld, insbesondere der Musik und dem Film, nachhaltig geprägt. Mit sieben Jahren schenkte der Vater ihr eine Agfa Click Kamera, mit der sie experimentierte. Die beiden Medien, Malerei und Fotografie, bestimmen ihr Leben und Werk.
Sie studierte von 1972 bis 1976 Malerei und Visuelle Kommunikation an der Hochschule für Bildende Künste Berlin bei Manfred Riewe mit dem Abschluss eines Diploms. Das am  Bauhaus orientierte Studium ermöglichte ihr alle Bereiche der Kunst in Theorie und Praxis zu verbinden. Zu den prägenden Vorbildern, die zum Thema ihrer Diplomarbeit über die Grundlagen der Farbwahrnehmung führten, gehören Johannes Itten, Josef Albers, Oskar Schlemmer und Wassily Kandinsky. Anschließend studierte sie an der Freien Universität Berlin Kunstgeschichte und Philosophie bei Peter Gaehtgens und Werner Oechslin und beendete das Magisterstudium 1982 mit Magistra artium.
Als freiberufliche Künstlerin ist Simone Kornfeld seit 1983 im In- und Ausland tätig. Von dem Geist der Surrealisten Breton, Duchamp und Masson begeistert, ist ein Schwerpunkt ihres Schaffens das Thema Zeit und Kunst. Ebenso die Philosophie des Existentialismus mit Kierkegaard, Jaspers und besonders von Simone de Beauvoir begleiten Fragestellungen ihrer künstlerischen und forschenden Auseinandersetzung. Ihre Werke, meist abstrakte großformatige Gemälde sowie ihre fotografischen Porträts und Gemäldeporträts reflektieren Themen der Existenz, des Seins und des Bewusstseins.
Seit 1992 arbeitet sie auch als freie Kuratorin, hält Fachvorträge und gibt Workshops über zeitgenössische Malerei u. a. in der Marmara-Universität Istanbul, in der Ikona Photo Galerie, Venedig, im Filmpark Babelsberg, Potsdam und im Verein Berliner Künstler, Berlin.

## Ausstellungen (Auswahl)
(EA= Einzelausstellung, GA= Gruppenausstellung)
- 1988: Farbschöpfung (EA), Neuer Berliner Kunstverein, Berlin
- 1989: Kunst und Geld (EA), Galerie Van Alom, Berlin
- 1990: Mauer – Cuts (EA), Goethe-Institut, Berlin
- 1992: La Tombe de la Prusse (EA), Galerie Ermer, Berlin (Katalog)
- 1993: The light of Mohammed... (EA), Goethe-Institut Istanbul, Istanbul
- 1994: Respect (EA), KunstMuseum Bonn, Bonn (Katalog)
- 1997: Kunst Museum Gelsenkirchen (mit Austin, König), Gelsenkirchen
- 1997: Klicks (EA), Deutsches Historisches Museum[5], Berlin
- 1999: Deutsche Botschaft Damaskus, Syrien
- 2000: Deutsche Botschaft Abuja, Nigeria
- 2001: Deutsche Botschaft Manama, Bahrain
- 2002: Deutsche Botschaft (Residenz des deutschen NATO-Botschafters), Brüssel
- 2004: Maria...Diva (EA), Staatliche Museen zu Berlin, Kulturforum, Berlin (Katalog)
- 2006: Abheben (EA), Stiftung Starke, Berlin
- 2008: KöniginnenKünstlerinnen (EA), Galerie M, Berlin
- 2009: Crossing Boundaries (EA), Ikona Venezia Photo Galerie (mit Reinhild Hoffmann), Venedig (Katalog)
- 2011: Flying dots (EA), Galerie Köppe Contemporary Berlin
- 2012: Kunsthaus Potsdam, Potsdam
- 2012: Biennale Change-Exchange, Yang Peyong Art Museum, Seoul (Katalog)
- 2013: Galerie Jahide Erel, Istanbul
- 2013: Galerie des VBK, Berlin
- 2014: Change-Exchange Yang Peyong Art Museum, Seoul; Katalog
- 2014: Galerie des VBK, Berlin
- 2015: Rokoko Queens (EA), URANIA[6], Berlin
- 2015: MIA_BER: You Are Leaving the American Sector (GA), South Florida Art Center[7], Miami
- 2016: New Gallery, Haifa
- 2016: Galerie Michaela Helferich, Berlin
- 2016: Yang Peyong Art Museum, Seoul (Katalog)
- 2017: Historisches Museum, Sofia[8]
- 2017: Biennale Seoul/Berlin, Urania Berlin (Katalog)
- 2017: Galerie F 200, Berlin
- 2017: KunstHaus, Potsdam
- 2018: Zeitverschiebung, ABF Bauakademie und Galerie NSPU Verein Prag[9]
- 2018: Villa Ventura, Mailand
- 2018: Kontraste (EA), Hartmann Galerie Berlin (Katalog)
- 2020/2021: ME + YOU = TOGETHER WE. (GA), Museum Reinickendorf, Berlin (Katalog)[10]
- 2021: Women in arts – 4. FATart Art Fair (GA), Schaffhausen
- 2022: Women in arts – 5. FATart Art Fair (GA), Schaffhausen

- 2022: Turbulenzen, Galerie Köppe Contemporary (EA), Berlin[11][12]

## Preise und Stipendien (Auswahl)
- Wettbewerbspreis der Bundesgartenschau (BUGA) mit Wasserbrücke (Senatsankauf), Berlin 1986
- Wettbewerbspreis Kunst statt Werbung[13] der neue Gesellschaft für bildende Kunst (NGBK), Berlin 1996
- Kulturaustauschstipendien des Landes Berlin – Bildende Kunst: Istanbul, Senat Berlin 1990
- Stipendium Kloster Cismar, Ministerium für Bildung, Wissenschaft und Kultur, Schleswig-Holstein, 1994 und 1995

## Werke in öffentlichen Sammlungen
- Berlinische Galerie – Museum für Moderne Kunst, Berlin; Museum Haus am Checkpoint Charlie, Berlin
- Artothek Berlin-Charlottenburg (ehemals Kunstamt Charlottenburg); Graphothek Berlin-Reinickendorf; Archiv des Vereins Berliner Künstler
- Jüdisches Krankenhaus, Berlin
- Jüdisches Museum, Rendsburg
- Kunstmuseum Gelsenkirchen
- Goethe-Institut, Istanbul (Werk ist zerstört/ Hausabriss)
- Deutsche Botschaften, in: Damaskus (Syrien); Abuja (Nigerien); Bahrain (VAE); Brüssel (Belgien); Tokio und Karuizawa (Japan)

## Publikationen (Auswahl)
- Forum 6: Kunst ohne Stütze – gestutzte Kunst? Künstler und Mäzene im Gespräch: Franz Cesarz, Walter Dahn, Simone Kornfeld, Dr. Erich Marx, Henri Nannen, Marin Neuffer, Axel Hecht. S. 221–244, in: Die Kunst in Deutschland Kunst zu machen. Dokumentation des Kulturkongresses der Friedrich-Naumann-Stiftung vom 12. November 1988 in Berlin, Königswinter 1989, ISBN 3-89351-042-7.
- Künstlerstatements zur Farbe Blau: Simone Kornfeld. In: Blau: Gedankendämmerungslängs, Kaleidoskop einer Farbe. Hrsg. von Andreas Bee, Christmut Präger. Heidelberger Kunstverein, 1990, ISBN 3-926905-06-9, S. 87.
- 35 Künstler antworten auf 14 Fragen. In: Kunst auf Zeit eine Recherche. Hrsg. von Künstlerhaus Berlin. Edition 3, Verlag Ars Nicolai, 1993, ISBN 3-89479-036-9, S. 85–133.
- Simone Kornfeld „Respect“. Bonn 1994.
- Selbstporträts (2 Abbildungen) In: Torso. Verein der Berliner Künstlerinnen, Berlin 2003  S. 444–445.
- Simone Kornfeld, „Maria ... between femme fatale and diva“. Berlin 2004.
- Simone Kornfeld, „Königinnenkünstlerinnen“, Galerie M, Berlin 2008.
- Simone Kornfeld, „painting-installation-photography“. Berlin 2010.
- Simone Kornfeld, „flying dots“, Galerie Köppe Contemporary, Berlin 2013
- 2016 – 175 Jahre. Immer wieder zeitgenössisch. VBK, Berlin 2016, ISBN 978-3-9818399-1-3.
- Totalitär. Galerie VBK Berlin. Art In Flow Verlag, Berlin 2018, ISBN 978-3-938457-30-6.[14]
- Simone Kornfeld, „Kontraste“. Art In Flow Verlag, Berlin 2018, ISBN 978-3-938457-40-5
- Techne, Berlin-Porto Alegre, Berlin 2019, Art In Flow Verlag, ISBN 978-3-938457-37-5
- Die Hälfte der Welt, Verein Berliner Künstler, Berlin 2019, ISBN 978-3-9818399-3-7
- Zeitverschiebung, VBK Berlin – NSPU Prag, Prag/Berlin 2019, ISBN 978-3-9818399-2-0
- Sex, Verein Berliner Künstler, Berlin 2019, ISBN 978-3-9818399-4-4
- Fridges und Bridges, Galerie Helfrich, Berlin 2022, ISBN 978-3-9823979-3-1
- Irritation, Verein Berliner Künstler 2022, ISBN 978-3-9823979-2-4
- Irritation – eine maximale Verwirrung, Verein Berliner Künstler 2023, ISBN 978-3-9823979-4-8

## Mitgliedschaften
- Berufsverband bildender Künstler*innen Berlin[15]
- Verein Berliner Künstler[16]
- Kunstverein Schaffhausen seit 2015
- Mitglied des Kunsthauses Potsdam